# Halvor Dolven
Halvor Dolven, né le 13 avril 2004, à Asker, est un coureur cycliste norvégien.

## Biographie
Avant de passer au cyclisme, Halvor Dolven a pratiqué le ski de randonnée nordique. 
Après une bonne saison 2023, il intègre la réserve de l'équipe Uno-X Mobility en 2024. Sous ses nouvelles couleurs, il remporte le Tour des 100 Communes , inscrit au calendrier de l'UCI Europe Tour. La même année, il devient champion de Norvège sur route espoirs. Il termine également troisième de Paris-Tours espoirs.

## Palmarès et résultats

### Palmarès par année
- 2022
  - Uno-X Tour Te Fjells Juniors :
    - Classement général
    - 2e étape
- 2023
  - Norges Cup
  - Fara Gateritt
  - Uno-X Tour Te Fjells
- 2024
  -  Champion de Norvège sur route espoirs
  - Tour des 100 Communes
  - 3e de Paris-Tours espoirs
- 2025
  - 4e étape du Tour Alsace

### Classements mondiaux
| Année           | 2023   |
| --------------- | ------ |
| UCI Europe Tour | 1 610e |